# Championnats du monde IBSF 2020
Navigation
Édition précédente Édition suivante
Les Championnats du monde de la FIBT 2020 se déroulent du 21 février 2020 au 1er mars 2020 à Altenberg (Allemagne) sous l'égide de la Fédération internationale de bobsleigh et de tobogganing (FIBT). Il y a six titres à attribuer au total : trois en bobsleigh (bob à deux masculin, bob à quatre masculin et bob à deux féminin), deux en skeleton (individuel masculin et individuel féminin) et enfin un en équipe mixte (bobsleigh + skeleton). Il s'agit d'une compétition annuelle (hors année olympique).

## Calendrier des épreuves
| ent. | Entraînement | c | Course |

| Événements    | Événements     | Calendrier (février/mars) | Calendrier (février/mars) | Calendrier (février/mars) | Calendrier (février/mars) | Calendrier (février/mars) | Calendrier (février/mars) | Calendrier (février/mars) | Calendrier (février/mars) | Calendrier (février/mars) | Calendrier (février/mars) |
| Événements    | Événements     | 21                        | 22                        | 23                        | 24                        | 25                        | 26                        | 27                        | 28                        | 29                        | 1                         |
| ------------- | -------------- | ------------------------- | ------------------------- | ------------------------- | ------------------------- | ------------------------- | ------------------------- | ------------------------- | ------------------------- | ------------------------- | ------------------------- |
| Bobsleigh     | Bob à 4        |                           |                           |                           |                           |                           |                           |                           |                           |                           |                           |
| Bobsleigh     | Bob à 2 Hommes |                           |                           |                           |                           |                           |                           |                           |                           |                           |                           |
| Bobsleigh     | Bob à 2 Femmes |                           |                           |                           |                           |                           |                           |                           |                           |                           |                           |
| Skeleton      | Hommes         |                           |                           |                           |                           |                           |                           |                           |                           |                           |                           |
| Skeleton      | Femmes         |                           |                           |                           |                           |                           |                           |                           |                           |                           |                           |
| Épreuve mixte |                |                           |                           |                           |                           |                           |                           |                           |                           |                           |                           |

## Podiums
| Épreuves              | Or                                                                            | Argent                                                                    | Bronze                                                     |
| --------------------- | ----------------------------------------------------------------------------- | ------------------------------------------------------------------------- | ---------------------------------------------------------- |
| Bob à deux masculin   | Allemagne Francesco Friedrich Thorsten Margis                                 | Allemagne Johannes Lochner Christopher Weber                              | Lettonie Oskars Ķibermanis Matīss Miknis                   |
| Bob à quatre masculin | Allemagne Francesco Friedrich Candy Bauer Martin Grothkopp Alexander Schüller | Allemagne Johannes Lochner Florian Bauer Christopher Weber Christian Rasp | Allemagne Nico Walther Paul Krenz Joshua Bluhm Eric Franke |
| Bob à deux féminin    | États-Unis Kaillie Humphries Lauren Gibbs                                     | Allemagne Kim Kalicki Kira Lipperheide                                    | Canada Christine de Bruin Kristen Bujnowski                |

| Épreuves | Or                   | Argent           | Bronze            |
| -------- | -------------------- | ---------------- | ----------------- |
| Hommes   | Christopher Grotheer | Axel Jungk       | Alexander Gassner |
| Femmes   | Tina Hermann         | Marina Gilardoni | Janine Flock      |

| Épreuves     | Or                                             | Argent                                 | Bronze                                    |
| ------------ | ---------------------------------------------- | -------------------------------------- | ----------------------------------------- |
| Équipe mixte | Allemagne Jacqueline Lölling Alexander Gassner | Canada Jane Channell Dave Greszczyszyn | Italie Valentina Margaglio Mattia Gaspari |

## Tableau des médailles
| Rang | Nation     | Or | Argent | Bronze | Total |
| ---- | ---------- | -- | ------ | ------ | ----- |
| 1    | Allemagne  | 5  | 4      | 2      | 11    |
| 2    | États-Unis | 1  | 0      | 0      | 1     |
| 3    | Canada     | 0  | 1      | 1      | 2     |
| 4    | Suisse     | 0  | 1      | 0      | 1     |
| 5    | Italie     | 0  | 0      | 1      | 1     |
| 5    | Autriche   | 0  | 0      | 1      | 1     |
| 5    | Lettonie   | 0  | 0      | 1      | 1     |